# Guizancourt
Guizancourt (picardisch: Dizincourt) ist eine nordfranzösische Gemeinde mit 121 Einwohnern (Stand 1. Januar 2022) im Département Somme in der Region Hauts-de-France. Die Gemeinde liegt im Arrondissement Amiens, ist Teil der Communauté de communes Somme Sud-Ouest und gehört zum Kanton Poix-de-Picardie.

## Geographie
Guizancourt liegt an der Départementsstraße D94 im Tal des kleinen Flusses Évoissons, zwischen Bergicourt und der Exklave Lahaye-Saint-Romain der Gemeinde Poix-de-Picardie. Das bebaute Gebiet liegt überwiegend auf dem rechten Ufer des Flüsschens. Der Ort besitzt einen Wanderweg über die Montagne de Guizancourt.

## Einwohner
| 1962 | 1968 | 1975 | 1982 | 1990 | 1999 | 2006 | 2011 |
| ---- | ---- | ---- | ---- | ---- | ---- | ---- | ---- |
| 102  | 94   | 82   | 89   | 97   | 105  | 127  | 123  |

## Verwaltung
Bürgermeister (maire) ist seit 2001 Dany Vasseur.